# Apateticus marginiventris
Apateticus marginiventris är en insektsart som först beskrevs av Carl Stål 1870.  Apateticus marginiventris ingår i släktet Apateticus och familjen bärfisar. Inga underarter finns listade i Catalogue of Life.